# Hundstrand
Hundstrand est une localité du comté de Troms, en Norvège.

## Géographie
Administrativement, Hundstrand fait partie de la kommune de Dyrøy.